# Akidini
Akidini (лат.) — триба жесткокрылых из семейства чернотелок.

## Описание
Боковые края переднеспинки закруглены и распластаны. Стернит переднегруди с изгибом и длинным отростком выходящим за его задний край. Надкрылья с продольными килями. Крылья редуцированы.

## Систематика
В составе трибы 6 родов и около 60 видов:
- Akis Herbst, 1799
- Cyphogenia Solier, 1836
- Morica Solier, 1836
- Sarothropus Gustav Kraatz, 1865
- Solskyia Solsky, 1882

## Распространение
Встречается в Евразии и Северной Африке.